# Agnorisma hilaris
Agnorisma hilaris är en fjärilsart som beskrevs av Augustus Radcliffe Grote 1880. Agnorisma hilaris ingår i släktet Agnorisma och familjen nattflyn. Inga underarter finns listade i Catalogue of Life.